# Manitou Group
Manitou (Euronext: MTU

) er en fransk producent af gaffeltrucks, lifte, teleskoplæssere og andet materiel til krævende løfteopgaver. Manitou begyndte i Frankrig i 1957, hvor Marcel Braud designede den første gaffeltruck til brug i krævende terræn. Virksomhedens hovedkvarter er i Ancenis. Manitous brands omfatter Manitou, Gehl, Mustang, Loc og Edge.